# Joe Penna

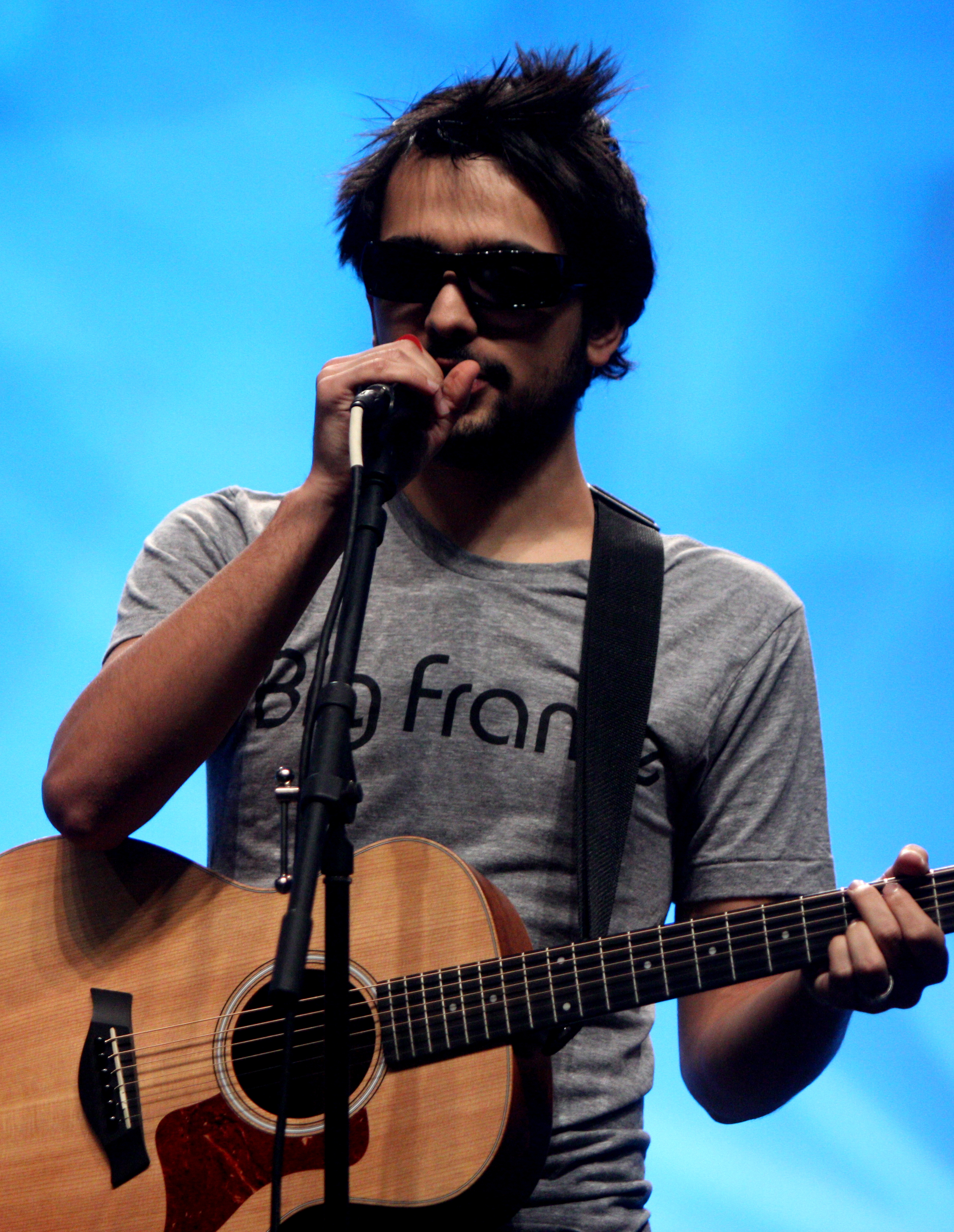
Joe Penna (2012)

Joe Penna (bekannt als MysteryGuitarMan, * 29. Mai 1987 in São Paulo, Brasilien) ist ein brasilianischer Gitarrist, Animationskünstler und Filmemacher. Er stammt aus São Paulo, Brasilien, und wanderte nach Los Angeles aus. Seine Videos auf YouTube wurden über 250 Millionen Mal angeschaut. Am 18. Februar 2010 erstellte Penna einen zweiten Channel, jp.

## Werdegang
Penna studierte bis 2007 Medizin an der University of Massachusetts. Während seines Studiums verbrachte er seine Freizeit damit, Internetvideos zu drehen. Er brach sein Studium ab und wandte sich der Cinematography zu, um mit Musikvideos und Werbespots in und um Boston zu arbeiten. Nach einiger Zeit begann Penna, freiberuflich Videos zu produzieren.

### Videokünstler
Im Jahr 2007 kam Penna in die Medien, wie z. B. bei Fox News, DC, nachdem sein Video The Puzzle auf der Startseite von YouTube gezeigt und daraufhin in Blogs zitiert worden war.
2009 war Joe Penna erneut auf der Startseite von YouTube zu sehen. In Guitar: Impossible spielte er mit einer akustischen Gitarre mehrere Teile von Wolfgang Amadeus Mozarts Die Hochzeit des Figaro ein, schnitt sie zu einem Gesamtvideo zusammen und bearbeitete es mit dem Stop-Motion-Verfahren. Das Werk wurde von De Wereld Draait Doorwieder gecovert und in den Niederlanden die Sendung mit den höchsten Einschaltquoten zur Hauptsendezeit. Am 6. Dezember 2009 war Joe auf dem österreichischen Radiosender FM4 zu hören. Zwei Monate später wurde Guitar: Impossible von StupidVideos.com gecovert und kam so auf die Startseite von MSN; 2009 wurde es als bestes Video des Jahres gekürt.
Ein später erstelltes Video namens Root Beer Mozart wurde in der Morgensendung auf CNN ausgestrahlt und in Deutschland in der Sendung taff. Pennas Zusammenarbeit mit den YouTube-Nutzern RhettandLink sowie VeryTasteful bei dem Video t-shirt War, welches für Coca-Cola und McDonald’s gemacht wurde, sorgte für nationale Aufmerksamkeit.
In seinem Video Movie Trailer Proposal vom 14. September 2010 machte er seiner langjährigen Freundin Sarah Evershed einen Heiratsantrag im Kino.

## Filmografie
- 2019: Arctic (Regie und Co-Drehbuchautor)
- 2021: Stowaway – Blinder Passagier (Stowaway) (Regie und Drehbuch)